# Jelena Ivezić
Jelena Ivezić (Slavonski Brod, 17 marzo 1984) è una cestista croata.
Alta 184 cm per 73 kg, gioca come guardia.

## Carriera
Nel 2007 è stata convocata per gli Europei in Italia con la maglia della Croazia.